# Horb (okres Chust)
Horb (ukrajinsky Горб) je vesnice v Koločavské venkovské komunitě (ukrajinsky Колочавська сільська громада). Leží v okrese Chust Zakarpatské oblasti Ukrajiny, na území národního parku Siněvir. V roce 2001 zde žilo 1418 obyvatel.

## Příroda
Horb leží na území národního přírodního parku Siněvir. V roce 1876 byl popsán minerální pramen "Koločava-Horb". Ložisko je jedním z největších nalezišť minerálních vod na Zakarpatsku. Zvláštností chemického složení zdejší oxid uhličité-nízkomineralizované chloridovo-hydrouhličitanové vápenato-sodné vody je vysoký obsah pro tělo důležitých mikroprvků, zejména vápníku, hořčíku a bromu. Jeden litr vody obsahuje od 250 do 400 mg vápníku.

## Historie
Ves byla založena v první polovině 15. století. Za Rakousko-Uherska byla obec součástí Marmarošské župy. Po rozpadu Rakouska-Uherska, v letech 1919–1939 byla obec součástí Československa. U dřevěného kostela sv. Ducha, ležícího v Horbu při silnici směrem k jezeru Siněvir, se nachází hroby tří českých četníků, kteří zemřeli během služby v Koločavě. Jednoho z nich zabil Nikola Šuhaj. Od roku 1945 byla ves součástí Ukrajinské sovětské socialistické republiky, která byla jednou ze svazových republik Sovětského svazu, od roku 1991 je součástí samostatné Ukrajiny.

## Památky
- Řeckokatolický kostel Seslání svatého Ducha, se zvonicí a hřbitovem; dřevěný, v obci postaven roku 1795, vícekrát opravován; roku 1970 proměněn v regionální muzeum, národní kulturní památka.[3]
- Pravoslavný kostel Nejsvětější Trojice; zděný, postaven roku 1928, památný ikonostas, nástěnné malby vytvořil Ivan Andraško roku 1973.